# Флаг Печенги
Флаг муниципального образования Городское поселение Печенга Печенгского района Мурманской области Российской Федерации — опознавательно-правовой знак, служащий официальным символом муниципального образования.
Утверждён 10 марта 2011 года и 29 марта 2011 года внесён в Государственный геральдический регистр Российской Федерации с присвоением регистрационного номера 6770.

## Описание
Прямоугольное красное полотнище с отношением ширины к длине 2:3, с голубой полосой вдоль нижнего края (шириной в 2/9 ширины полотнища), по середине полосы изображена жёлтая треска, в красной части — часовня из герба, выполненная белым и жёлтым цветом и сопровождённая вверху жёлтым стилизованным северным сиянием.

## Символика
Разработан на основе герба городского поселения Печенга и отражает исторические, культурные, общественные, национальные и другие местные традиции.
Впервые Печенга упоминается в связи с миссионерской деятельностью преподобного Трифона Печенгского. В 1532—1533 годах, по благословению Новгородского архиепископа Макария, преподобный Трифон Печенгский построил православный храм и основал на реке Печенге монастырь во имя Святой Троицы, для обращения местных жителей в православную веру.
Изображение часовни символизирует особую роль Трифоно-Печенского монастыря в освоении северных земель и распространении православной культуры.
Северное сияние символизирует то, что поселение находится за полярным кругом.
Жёлтое (золотое) северное сияние над часовней — аллегория монастыря, долго бывшего самым северным в мире.
Голубая полоса с рыбой (треской) символизирует основной промысел местного населения — рыбную ловлю. Рыболовство и рыбоводство играет значительную роль в экономике муниципального образования.
Жёлтый цвет (золото) символизирует богатство, стабильность, уважение и интеллект.
Белый цвет (серебро) символизирует чистоту, совершенство, мир и взаимопонимание.
Красный цвет символизирует труд, силу, мужество, красоту и праздник.
Голубой цвет (лазурь) символизирует честь, благородство, духовность, а также водные просторы и бескрайнее небо.